# Finale de la Coupe du monde de rugby à XV 2015
La finale de la Coupe du monde de rugby à XV 2015 est un match de rugby à XV disputé le 31 octobre 2015 au Stade de Twickenham de Londres, en Angleterre, au terme de la huitième édition de la Coupe du monde de rugby, organisée depuis le 18 septembre 2015 au Royaume-Uni. Après 1991, c'est la deuxième fois que le Stade de Twickenham accueille la finale d'une Coupe du monde de rugby à XV.
Elle oppose la Nouvelle-Zélande, tenante du titre, à l'Australie, deux équipes de l'hémisphère Sud. La rencontre est arbitrée par le Gallois Nigel Owens. La Nouvelle-Zélande remporte cette finale sur un score de 34 à 17, remportant ainsi son troisième titre mondial après les éditions 1987 et 2011.

## Le match

### Déroulement
(mt : 16 - 3)
Homme du match :  Dan Carter
Points marqués :
- Nouvelle Zélande : 3 essais de Milner-Skudder (39e), Nonu (42e) et Barrett (79e) ; 2 transformations de Carter (40e, 80e) ; 4 pénalités de Carter (8e, 27e, 36e, 75e) ; 1 drop de Carter (70e)
- Australie : 2 essais de Pocock (53e) et Kuridrani (64e) ; 2 transformations de Foley (54e, 65e) ; 1 pénalité de Foley (14e)

Évolution du score : 3-0,3-3, 6-3, 9-3, 16-3, mt; 21-3, 21-10, 21-17, 24-17, 27-17, 34-17
Arbitre :  Nigel Owens
Touche :  Jérôme Garcès et  Wayne Barnes 

Vidéo :  Shaun Veldsman

#### Première mi-temps
Les Néo-Zélandais sont dominateurs en première mi-temps (71 % de possession de balle, 79 % d’occupation du camp adverse) mais ils ne parviennent à se détacher qu'à la 39e minute sur un essai de leur ailier Nehe Milner-Skudder après une longue séquence de jeu. 

#### Deuxième mi-temps
Les Néo-Zélandais prennent le large dès le début du second acte grâce à un deuxième essai signé Ma'a Nonu au bout d'une course de 45 mètres (21-3), mais l'expulsion temporaire de leur arrière Ben Smith, à la 52e minute, change la donne. Coup sur coup, en supériorité numérique, l'Australie marque deux essais transformés par David Pocock et Tevita Kuridrani pour revenir à quatre points à l'heure de jeu (21-17). De nouveau à 15, les All Blacks reprennent ensuite leur domination territoriale, et par un drop tapé sans élan des 40 mètres, puis une pénalité des 50 mètres, Daniel Carter leur redonne dix points d'avance (27-17) à cinq minutes de la fin du match. L'ouvreur Néo-Zélandais marque dix-neuf points en tout dans cette finale. La victoire des All Blacks est parachevée sur un contre par le remplaçant Beauden Barrett qui part aplatir à la dernière minute. À l'issue de la première finale de Coupe du monde comptant cinq essais en tout, la Nouvelle-Zélande devient la première équipe triple championne du monde et la première à conserver un titre. Pour la première fois aussi, elle réussit à être sacrée hors de ses terres, puisque ses victoires de 1987 et 2011 avaient été obtenues sur son terrain de l'Eden Park d'Auckland.
L'Australie disputait pour sa part sa quatrième finale, pour désormais un bilan de deux victoires et deux défaites.

### Feuille de match
| Nouvelle-Zélande · Titulaires · 15 Ben Smith 52e à 62e · 14 Nehe Milner-Skudder 39e 65e · 13 Conrad Smith 40e · 12 Ma'a Nonu 42e · 11 Julian Savea · 10 Dan Carter · 9 Aaron Smith 71e · 8 Kieran Read · 7 Richie McCaw (cap.) 80e · 6 Jerome Kaino 71e · 5 Sam Whitelock · 4 Brodie Retallick · 3 Owen Franks 54e · 2 Dane Coles 65e · 1 Joe Moody 59e · Remplaçants · 16 Keven Mealamu 65e · 17 Ben Franks 59e · 18 Charlie Faumuina 54e · 19 Victor Vito 71e · 20 Sam Cane 80e · 21 Tawera Kerr-Barlow 71e · 22 Beauden Barrett 65e 79e · 23 Sonny Bill Williams 40e · Entraîneur · Steve Hansen |  | Australie · Titulaires · Israel Folau 15 · Adam Ashley-Cooper 14 · 64e Tevita Kuridrani 13 · 26e Matt Giteau 12 · 66e 71e Drew Mitchell 11 · Bernard Foley 10 · 70e Will Genia 9 · 53e David Pocock 8 · Michael Hooper 7 · 61e Scott Fardy 6 · Rob Simmons 5 · 15e Kane Douglas 4 · 59e Sekope Kepu 3 · 55e (cap.) Stephen Moore 2 · 59e Scott Sio 1 · Remplaçants · 55e Tatafu Polota-Nau 16 · 59e James Slipper 17 · 59e Greg Holmes 18 · 15e Dean Mumm 19 · 61e Ben McCalman 20 · 70e Nick Phipps 21 · 66e 71e Matt Toomua 22 · 26e Kurtley Beale 23 · Entraîneur · Michael Cheika |

### Statistiques

#### Statistiques globales
| Nouvelle-Zélande               | Statistiques                                        | Australie   |
| ------------------------------ | --------------------------------------------------- | ----------- |
| Points marqués                 |                                                     |             |
| 3                              | Essais                                              | 2           |
| 2/3                            | Transformations                                     | 2/2         |
| 4/4                            | Pénalités                                           | 1/1         |
| 1/1                            | Drops                                               | 0/0         |
| 86 %                           | % efficacité au pied                                | 100 %       |
| Coups de pied, passes, courses |                                                     |             |
| 30                             | Coup de pieds                                       | 25          |
| 151                            | Passes                                              | 139         |
| 121                            | Courses                                             | 115         |
| 513                            | Mètres parcourus avec le ballon                     | 425         |
| Phase d'attaque                |                                                     |             |
| 53 (71/39)                     | % possession totale (1re mi-temps / 2e mi-temps)    | 47 (29/61)  |
| 54 (79/35)                     | % occupation totale (1re mi-temps / 2e mi-temps)    | 46 (21/65)  |
| 19                             | Franchissements                                     | 4           |
| 27                             | Défenseurs battus                                   | 15          |
| 10                             | Passes après contact                                | 3           |
| 83/90 (92)                     | Rucks gagnés (%)                                    | 80/84 (95)  |
| 2/3 (66)                       | Mauls gagnés (%)                                    | 2/2 (100)   |
| 14                             | Turnovers concédés                                  | 15          |
| Phase de défense               |                                                     |             |
| 116/15 (89)                    | Plaquages effectués/manqués (%)                     | 118/27 (81) |
| Conquête                       |                                                     |             |
| 3/0 (100)                      | Mêlées sur propre introduction gagnés/perdues (%)   | 4/1 (80)    |
| 14/0 (100)                     | Touches sur propre introduction gagnées/perdues (%) | 7/3 (70)    |
| Discipline                     |                                                     |             |
| 7                              | Pénalités concédées                                 | 10          |
| 1                              | Cartons jaunes                                      | 0           |
| 0                              | Cartons rouges                                      | 0           |

#### Statistiques individuelles
| Nouvelle-Zélande          | Statistiques                        | Australie                      |
| ------------------------- | ----------------------------------- | ------------------------------ |
| Dan Carter (19)           | Points inscrits                     | Bernard Foley (7)              |
| Nehe Milner-Skudder (124) | Mètres parcourus avec le ballon     | Israel Folau (107)             |
| Nehe Milner-Skudder (15)  | Courses avec ballons                | Israel Folau (16)              |
| Nehe Milner-Skudder (5)   | Franchissements                     | Drew Mitchell (2)              |
| Ben Smith (6)             | Défenseurs battus                   | Israel Folau/Drew Mitchell (3) |
| Aaron Smith (82)          | Passes effectuées                   | Will Genia (55)                |
| Dan Carter (12/2)         | Meilleurs plaqueurs (réussis/ratés) | David Pocock (13/0)            |